# 彎弓長小蠹
彎弓長小蠹（学名：Platypus lunatulus）为長小蠹蟲科長小蠹屬下的一个种。